# Cikundul
Cikundul is een bestuurslaag in het regentschap Kota Sukabumi van de provincie West-Java, Indonesië. Cikundul telt 6120 inwoners (volkstelling 2010).